# Casandria fassli
Casandria fassli là một loài bướm đêm trong họ Noctuidae.